# Ruellia tuxtlensis
Ruellia tuxtlensis är en akantusväxtart som beskrevs av T.P. Ramamoorthy och Y. Hornelas Uribe. Ruellia tuxtlensis ingår i släktet Ruellia och familjen akantusväxter. Inga underarter finns listade i Catalogue of Life.